# Homoneura octopannosa
Homoneura octopannosa är en tvåvingeart som beskrevs av Mitsuhiro Sasakawa 1991. Homoneura octopannosa ingår i släktet Homoneura och familjen lövflugor. Inga underarter finns listade i Catalogue of Life.